# ادری پترسون
ادری پترسون (انگلیسی: Audrey Patterson; ۲۷ سپتامبر ۱۹۲۶ – ۲۳ اوت ۱۹۹۶) دونده اهل ایالات متحده آمریکا بود.